# 스탠퍼드 원환체

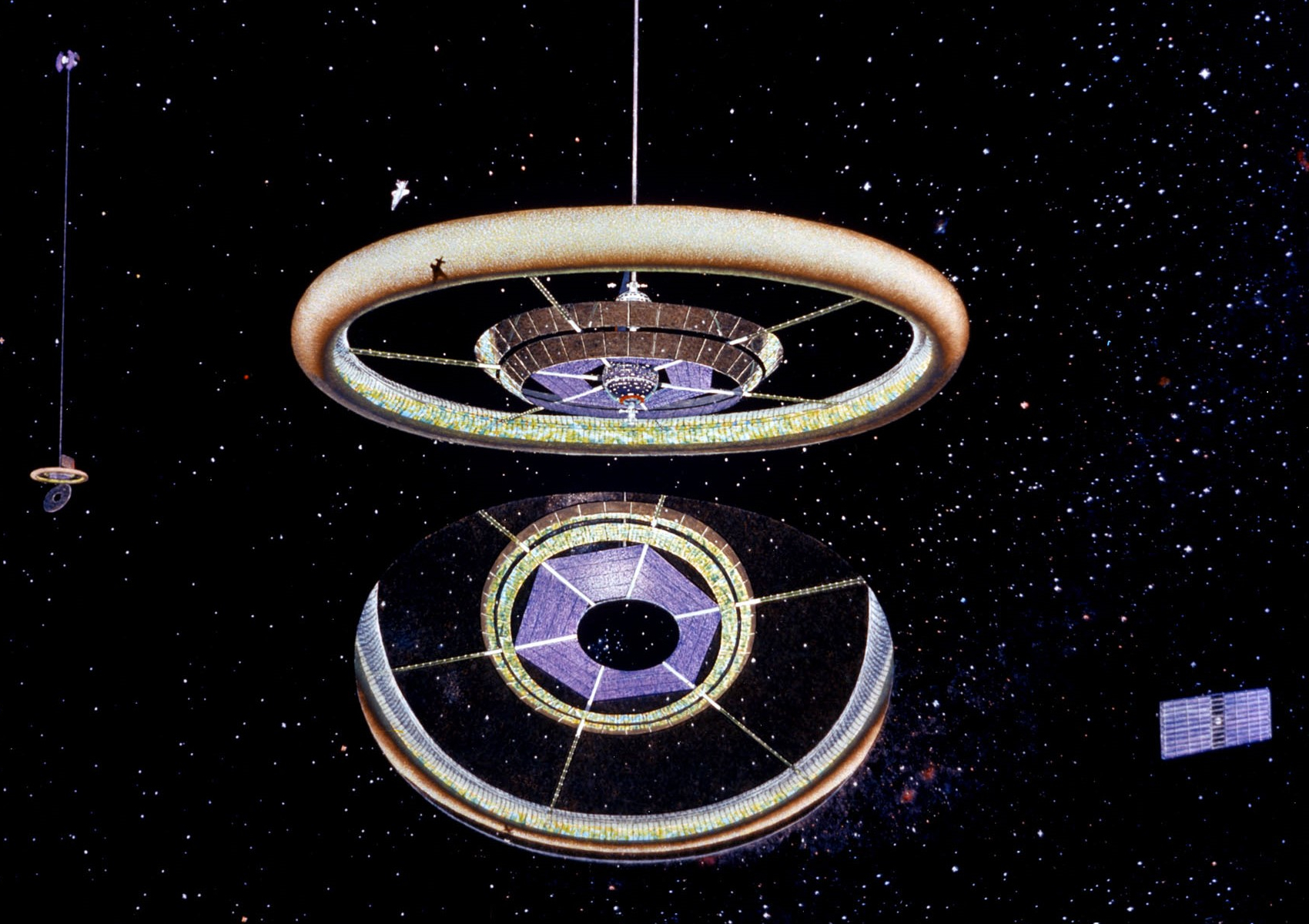

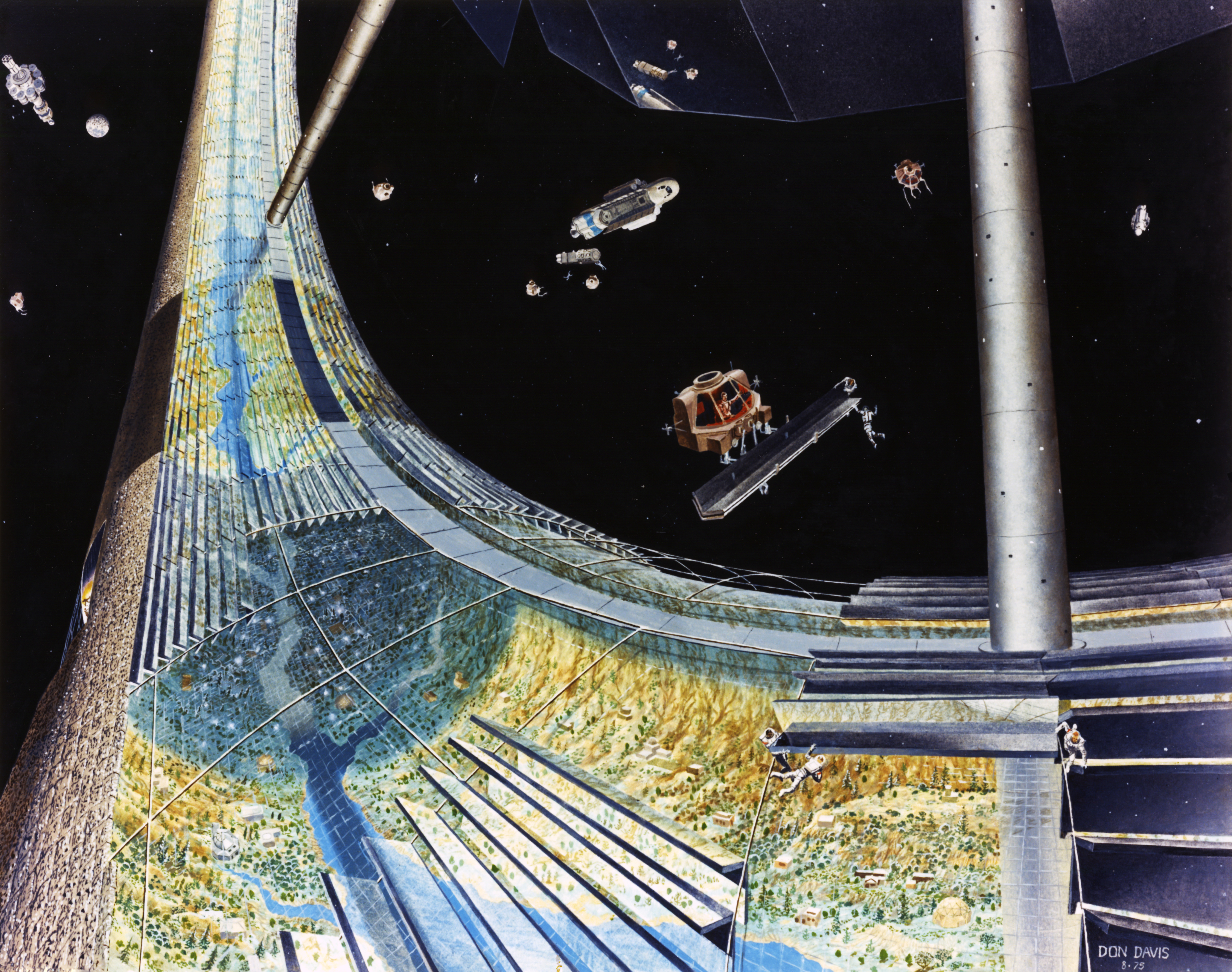

스탠퍼드 원환체(Stanford Torus)는 1975년 스탠퍼드 대학교에서 실시된 NSAS 여름연구에서 제안된 우주 식민지로, 1만 ~ 14만 명을 수용할 수 있다.
반경 1.8 킬로미터의 도넛 모양 원환체로 되어 있으며, 원환체는 인공중력을 만들기 위해 1분에 한 바퀴씩 회전한다.

## 같이 보기
- 소행성 채굴
- 버널 구체
- 달 거주지
- 오닐 원기둥
- 우주 이민